# Tiantsoa Rakotomanga Rajaonah
Tiantsoa Sarah Rakotomanga Rajaonah (født 15. december 2005 i Antsirabe, Madagaskar) er en professionel tennisspiller fra Frankrig.